# Acacia vincentii
Acacia vincentii é uma espécie de leguminosa do gênero Acacia, pertencente à família Fabaceae.